# 10. август
10. август (10.08) је 222. дан у години по грегоријанском календару (223. у преступној години) До краја године има још 143 дана.

## Догађаји
- 955 — У бици на Лешком пољу, свети римски цар Отон I је поразио Мађаре, окончавши педесетогодишњу мађарску инвазију у средњој Европи.
- 1519 — Магеланових пет бродова је испловило на пут око света.
- 1628 — Шведски војни брод Васа је потонуо у стокхолмској луци после само 20 минута свог првог и јединог путовања.
- 1792 — Париска руља је током Француске револуције заузела палату Тиљерије и масакрирала краљеву Швајцарску гарду.
- 1793 — Музеј Лувр је званично отворен у Паризу.
- 1809 — Кито, данас главни град Еквадора, је објавио независност од Шпаније.
- 1821 — Мисури је признат као 24. америчка савезна држава.
- 1904 — Одиграла се битка у Жутом мору између руске и јапанске флоте током Руско-јапанског рата.
- 1913 — У Букурешту су Грчка, Румунија, Србија и Црна Гора потписале с пораженом Бугарском уговор о миру, којим је окончан Други балкански рат и прецизиране границе Бугарске према Румунији и Србији.
- 1936 — Почео је шаховски турнир у Нотингему, Енглеска. Победио је Михаил Ботвиник.
- 1940 — Путнички брод РМС Трансилванија потонуо је након торпедовања одневши 36 живота.
- 1948 — Премијерно је приказана на америчкој телевизији Еј-Би-Си емисија "Скривена камера" Алена Фанта.
- 1990 — Свемирска сонда „Магелан“ је стигла до Венере.
- 2017 — Отворена прва Икеа у Србији, код Београда.

## Рођења
- 1729 — Вилијам Хау, британски генерал, врховни командант британских снага током Америчког рата за независност. (прем. 1814)
- 1822 — Герман Анђелић, српски патријарх. (прем. 1888)
- 1864 — Стеван Стево Калуђерчић, српско-босанскохерцеговачки писац и просветни, културни и политички радник. (прем. 1948)[1]
- 1865 — Александар Глазунов, руски композитор и диригент. (прем. 1936)[2]
- 1877 — Френк Маршал, амерички шахиста. (прем. 1944)
- 1895 — Владимир Велмар-Јанковић, српски правник, психолог, драматург, приповедач, есејиста и критичар. (прем. 1976)[3]
- 1902 — Норма Ширер, канадско-америчка глумица. (прем. 1983)
- 1909 — Лео Фендер, амерички конструктор електричне гитаре. (прем. 1991)
- 1912 — Жорж Амадо, бразилски писац. (прем. 2001)
- 1913 — Волфганг Паул, немачки физичар, добитник Нобелове награде за физику (1989). (прем. 1993)
- 1926 — Марио Алинеи, италијански филолог и палеолингвиста. (прем. 2018)[4]
- 1955 — Рајко Томаш, професор микроекономије из Бање Луке.[5]
- 1959 — Розана Аркет, америчка глумица, редитељка и продуценткиња.
- 1960 — Антонио Бандерас, шпански глумац, продуцент, редитељ и певач.[6]
- 1965 — Џон Старкс, амерички кошаркаш.
- 1966 — Ханси Кирш, немачки музичар,  најпознатији као оснивач и певач групе Blind Guardian.
- 1968 — Дејан Чуровић, српски фудбалер. (прем. 2019)
- 1971 — Рој Кин, ирски фудбалер и фудбалски тренер.
- 1971 — Џастин Теру, амерички глумац, сценариста, продуцент и редитељ.
- 1972 — Енџи Хармон, америчка глумица.
- 1973 — Хавијер Занети, аргентински фудбалер.
- 1976 — Џон Роберт Холден, америчко-руски кошаркаш.
- 1979 — Џоана Гарсија, америчка глумица.
- 1984 — Донтеј Дрејпер, америчко-хрватски кошаркаш.
- 1990 — Татјана Мирковић, српска атлетичарка (бацачица копља).
- 1990 — Владимир Михаиловић, црногорски кошаркаш.
- 1990 — Лукас Тил, амерички глумац.
- 1991 — Пратиша Банерџи, индијска глумица. (прем. 2016)
- 1993 — Дејан Видић, српски фудбалер.
- 1993 — Андре Драмонд, амерички кошаркаш.
- 1994 — Бернардо Силва, португалски фудбалер.
- 1996 — Немања Мајдов, српски џудиста.
- 1997 — Кајли Џенер, амерички модел.
- 1999 — Џа Морант, амерички кошаркаш.
- 2005 — Никола Топић, српски кошаркаш.

## Смрти
- 1915 — Хенри Мозли, енглески физичар. (рођ. 1887).
- 1981 — Душан Попов, југословенско-британски обавештајни агент. (рођ. 1912)
- 1981 — Бранко Стојановић, народни херој и потпуковник ЈНА. (рођ. 1923)
- 1988 — Арнулфо Аријас, бивши председник Панаме. (рођ. 1901)
- 2002 — Кристен Нигард, норвешки научник. (рођ. 1926)